# 27125 Siyilee
27125 Siyilee este un asteroid din centura principală de asteroizi.

## Descriere
27125 Siyilee este un asteroid din centura principală de asteroizi. A fost descoperit pe 18 noiembrie 1998 la Socorro, New Mexico, în cadrul proiectului LINEAR. Asteroidul prezintă o orbită caracterizată de o semiaxă mare de 2,25 ua, o excentricitate de 0,17 și o înclinație de 2,2° în raport cu ecliptica.